# Sidojadi (Bukit Malintang)
Sidojadi is een bestuurslaag in het regentschap Mandailing Natal van de provincie Noord-Sumatra, Indonesië. Sidojadi telt 1187 inwoners (volkstelling 2010).